# Marcenkî, Krasnopillea
Marcenkî (în ucraineană Марченки) este un sat în comuna Osoiivka din raionul Krasnopillea, regiunea Sumî, Ucraina.

## Demografie
Componența lingvistică a localității Marcenkî
     Ucraineană (100%)
Conform recensământului din 2001, toată populația localității Marcenkî era vorbitoare de ucraineană (100%).